# Галоян, Сергей Сасуникович
Сергей Сасуникович Галоян (род. 25 декабря 1981, Москва) — российский композитор и музыкальный продюсер, один из создателей группы «Тату». Автор музыки к песням группы «Тату», в частности, их первых четырёх синглов «Я сошла с ума», «Нас не догонят», «Полчаса», «Я твоя не первая». Один из продюсеров и авторов музыки песен с альбомов «Тату» «Люди Инвалиды»/«Dangerous and Moving», «Весёлые улыбки». Композитор и музыкальный продюсер первого международного альбома Валерии «Out Of Control».

## Биография
В 1999 году познакомился с будущим продюсером группы Иваном Шаповаловым. Позднее Галоян подал иск против продюсерской компании Шаповалова и в интервью негативно отзывался о его деятельности. В частности, он утверждал, что продюсер выплачивал низкие гонорары участницам, пользуясь их возрастом.
После выхода дебютного альбома группы «200 по встречной» Галоян подал иск на ООО «Неформат» и российское отделение Universal Music. По его мнению, на буклетах к компакт-диску распространялись сведения, порочащие его честь и достоинство Галоян в интервью газете «Известия» сказал: «После выхода альбома мне перестали доверять. Люди думают, что я какой-то этнический армянский бандит, похищающий людей». Галоян потребовал выплаты компенсации за упущенную материальную выгоду в размере 33 тыс. долларов и за моральный вред в размере 500 тыс. руб. Сопродюсер группы Елена Кипер заявила, что текст представляет собой «юмор». В октябре 2001 года суд признал, что сведения в буклете порочат честь и достоинство Галояна, обязав Universal изъять все буклеты из нереализованного тиража и взыскать с ответчиков 20 тысяч рублей.
В 2003 году получил премию ASCAP/PRS Award 

## Личная жизнь
В январе 2005 года женился на Александре Титянко. Среди гостей на свадьбе были Елена Катина, Юлия Волкова и барабанщик группы Prodigy Кирон Пеппер. В 2007 году пара развелась.

## Дискография
артист
Синглы
- 2010: Wrap It Up — Sergio Galoyan (feat. Claire Guy)
- 2010: Everything - Sergio Galoyan (feat. Nire' Alldai)[8]
- 2011: Knowing You — Sergio Galoyan (feat. Tamra Keenan)
- 2011: Break The Night In Two - Sergio Galoyan (feat. Antonio)
- 2011: Stay Hungry, Stay Foolish — Sergio Galoyan
- 2013: PARADISE — Sergio Galoyan (совместно с Леной Катиной)
- 2019: Found Love (feat. Drax)

композитор
- 2001: Ya Soshla S Uma (Я Сошла С Ума) (I’ve Lost My Mind — «Тату»
- 2001: Nas Ne Dogonyat (Нас Не Догонят) (Not Gonna Get Us) — «Тату»
- 2001: 30 Minut (30 Минут) (30 Minutes) (also called Polchasa) — «Тату»
- 2001: Ya Tvoya Ne Pervaya (Я Твоя Не Первая) (I Am Not Your First) (also called Pokazhi Mne Lyubov) — «Тату»
- 2001: Mal’chik-Gey (Mальчик-Гей) (Gay Boy) — «Тату»
- 2002: Not Gonna Get Us — «Тату»
- 2002: All The Things She Said — «Тату»
- 2002: Show Me Love — «Тату»
- 2002: 30 Minutes — «Тату»
- 2002: Malchik Gay — «Тату»
- 2002: Я сошла с ума — «Тату»
- 2002: Нас не догонят — «Тату»
- 2005: Cosmos (Outer Space) — «Тату»
- 2005: Sacrifice — «Тату»
- 2005: Perfect Enemy — «Тату»
- 2005: Vsya Moya Lyubov (Вся Моя Любовь) — «Тату»
- 2008: Marsianskie Glaza (Марсианские Глаза) (Martian Eyes) — «Тату»
- 2008: Wild (Боль) — Валерия
- 2008: Break it All (Разрушить любовь) — Валерия
- 2008: I Know (Вне игры) — Валерия
- 2008: Out of Control (Неподконтрольно) — Валерия
- 2008: Love Sick (До встречи) — Валерия
- 2008: Here I Am (Да и нет) — Валерия
- 2008: No One (Снег) — Валерия
- 2008: There I’ll Be (Ты не со мной) — Валерия
- 2008: Where Are You? (Где же ты?) — Валерия
- 2008: Romantic (Мы вместе) — Валерия
- 2013: Paradise — Лена Катина
- 2013: Космос (Солнце в кармане) — Винтаж

Ремиксы
- 2001: Ya Soshla S Uma (Sergio Galoyan Mix) — «Тату»
- 2002: Dozhd (Sergio Galoyan Mix) — Alsou
- 2003: I’m Glad (Sergio Galoyan Mix) — Jennifer Lopez
- 2004: Download It (Sergio Dance Edit) — Clea (band)
- 2005: This Is the New *hit (Sergio Galoyan Mix) — Marilyn Manson
- 2006: No Numbers (Sergio Galoyan Version) — Keith Flint
- 2010: Love Dealer (Sergio Galoyan Mix) — Justin Timberlake Feat. Esmee Denters